# Lothar Stricksner
Lothar Stricksner (* 21. April 1926) ist ein ehemaliger deutscher Fußballspieler, der zwischen 1951 und 1958 für Turbine/Chemie Halle 55 Spiele in der DDR-Oberliga, der höchsten Spielklasse im DDR-Fußball, bestritt.

## Sportliche Laufbahn
Mit nur einem Punktspieleinsatz in der DDR-Oberliga am 11. November 1951 wurde Lothar Stricksner mit der Betriebssportgemeinschaft (BSG) Turbine Halle DDR-Fußballmeister der Saison 1951/52. Während er 1952/53 ebenfalls nur zu einem Oberligaeinsatz als Einwechselspieler für 45 Minuten hatte, wurde er in der Spielzeit 1953/54 in sieben Punktspielen eingesetzt, hatte dies aber auch nur der Tatsache zu verdanken, dass zwei verletzte Spieler ersetzt werden mussten. Auch 1954/55 profitierte Stricksner vom Ausfall zweier Verteidiger und wurde vom fünften Punktspiel an regelmäßig als rechter Verteidiger eingesetzt. Von den 26 ausgetragenen Punktspielen konnte er 18 Partien bestreiten. Zu Beginn dieser Saison war die Fußballsektion der BSG Turbine in den neu gegründeten SC Chemie Halle-Leuna überführt worden, und am Saisonende musste die Mannschaft die zweitklassige DDR-Liga absteigen. Im Herbst 1955 musste sie eine 13 Spiele umfassende Übergangsrunde absolvieren, die zur Umstellung auf den Kalenderjahr-Spielrhythmus im DDR-Fußball diente. Diesmal gelang es Stricksner, in allen Spielen mitwirken zu können. In der DDR-Ligasaison 1956 kam für ihn umgehend der Rückschlag, denn er kam nur in zwei Punktspielen zum Einsatz und verpasste auch das Endspiel um den DDR-Fußballpokal, das Halle mit einem 2:1 über den ZASK Vorwärts Berlin gewann. Dem SC Chemie gelang die sofortige Rückkehr in die Oberliga, Stricksner konnte aber erst gegen Ende der Spielzeit 1957 für fünf Punktspiele aufgeboten werden. Seine meisten Saisonpunktspiele bestritt er 1958, als er von den 26 Oberligaspielen, stets als rechter Verteidiger eingesetzt, 23 Begegnungen bestritt. Als die Hallenser nach der Saison 1958 erneut absteigen mussten, beendete Lothar Stricksner seine Laufbahn im höherklassigen Fußball.